# Beranův hostinec
Beranův hostinec, původně dům čp. 13, později číslo evidenční 14 v Trávníčku, části obce Bílá v okrese Liberec, je roubená venkovská stavba, hospodářská usedlost, kde od první poloviny 19. století do roku 1929 byla provozována hostinská živnost. Velmi hodnotný a autenticky zachovaný podstávkový dům, reprezentující tento typ staveb v oblasti Českodubska a Podještědí, byl  14. ledna 2015 Ministerstvem kultury ČR prohlášen za kulturní památku.

## Popis stavby
Stavba má půdorys písmena L, skládá se z roubené obytné části (světnice, síň a komory s přistavěnou světničkou) a k ní kolmo přiléhající zděná hospodářská část (převýšený dalším roubeným komorovým patrem obsluhovaným pavlačí). Písmeno L je otevřeno k údolní komunikaci.
V období po roce 1929 došlo k omezení využívání, což vedlo k degradaci objektu, krovy nad hospodářským stavením a roubení severovýchodního závěru komorové části dosáhly havarijního stavu. V roce 2014 objekt koupili noví majitelé, zajistili provedení stavebněhistorického průzkumu (vedený Janem Peštou). Stavba byla vyhodnocena jako hodnotná ukázka nákladnější stavby lidového stavitelství regionu.

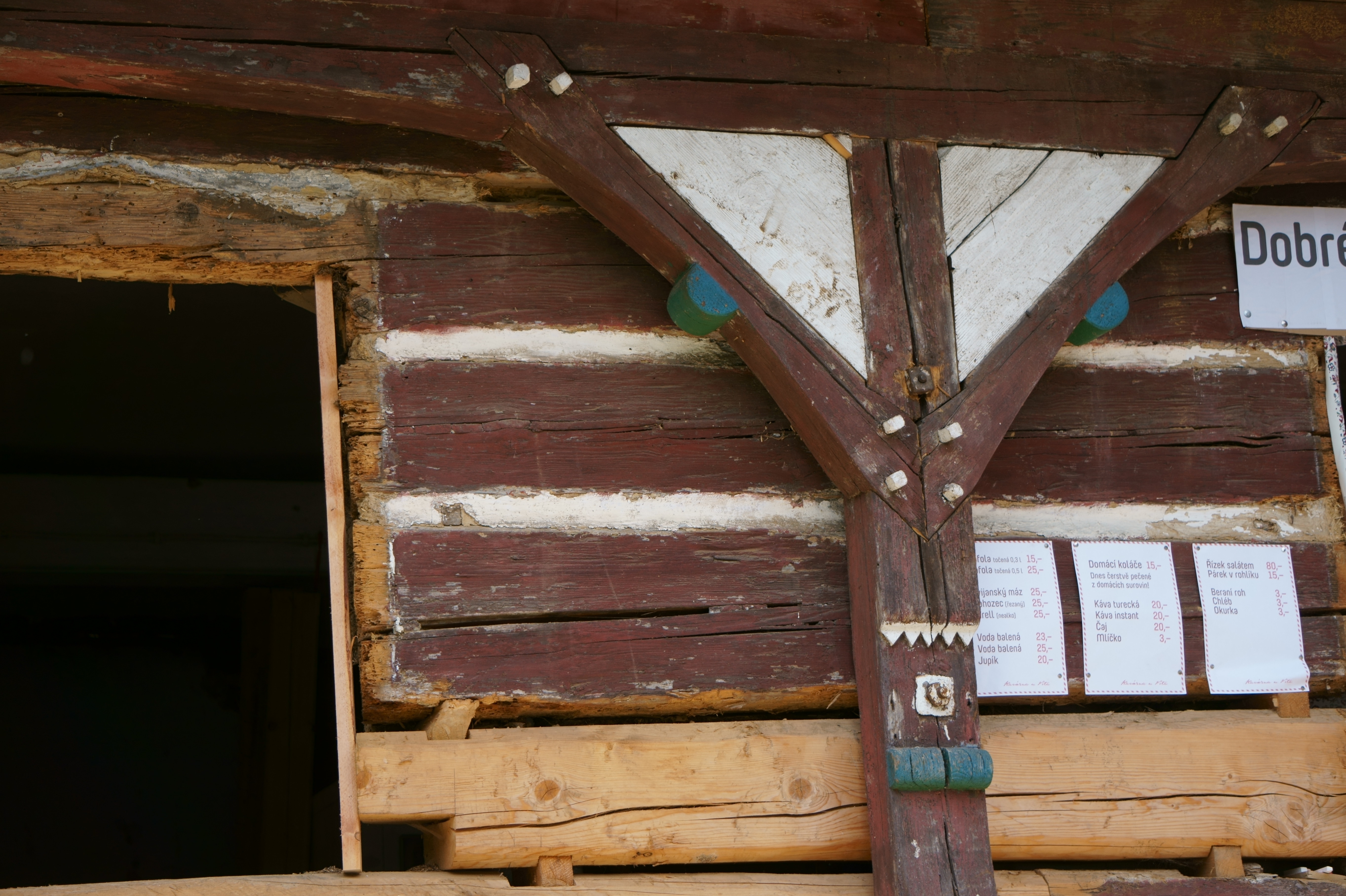
Detail složité profilace podstávky

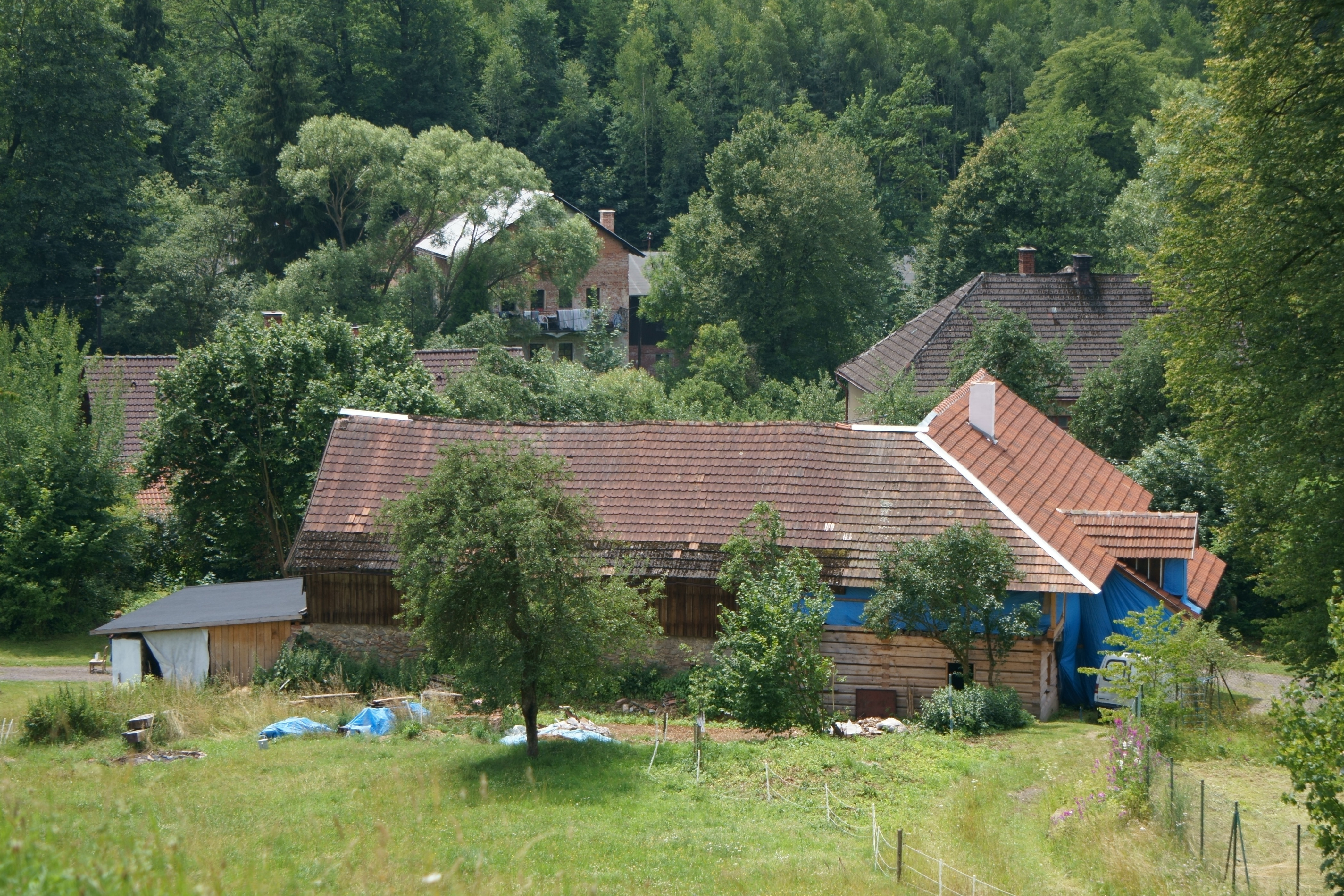
Celkový pohled na stavbu usazenou do sbíhajícího svahu (2017)

V roce 2015 byl objekt prohlášen kulturní památkou. Majitelé se snaží o obnovu objektu a jeho rekonstrukci do podoby za hospodaření hostinského Antonína Berana (1875–1915, hospodařil od roku 1904). Za tímto účelem získávají prostředky jednak z fondů kraje a ministerstva kultury, jednak ve spolupráci se spolkem Dubáci pořádáním veřejných akcí. V roce 2018 byl v obektu zřízen minipivovar Beranův pivovar.